# مصطلحات ألعاب الفيديو

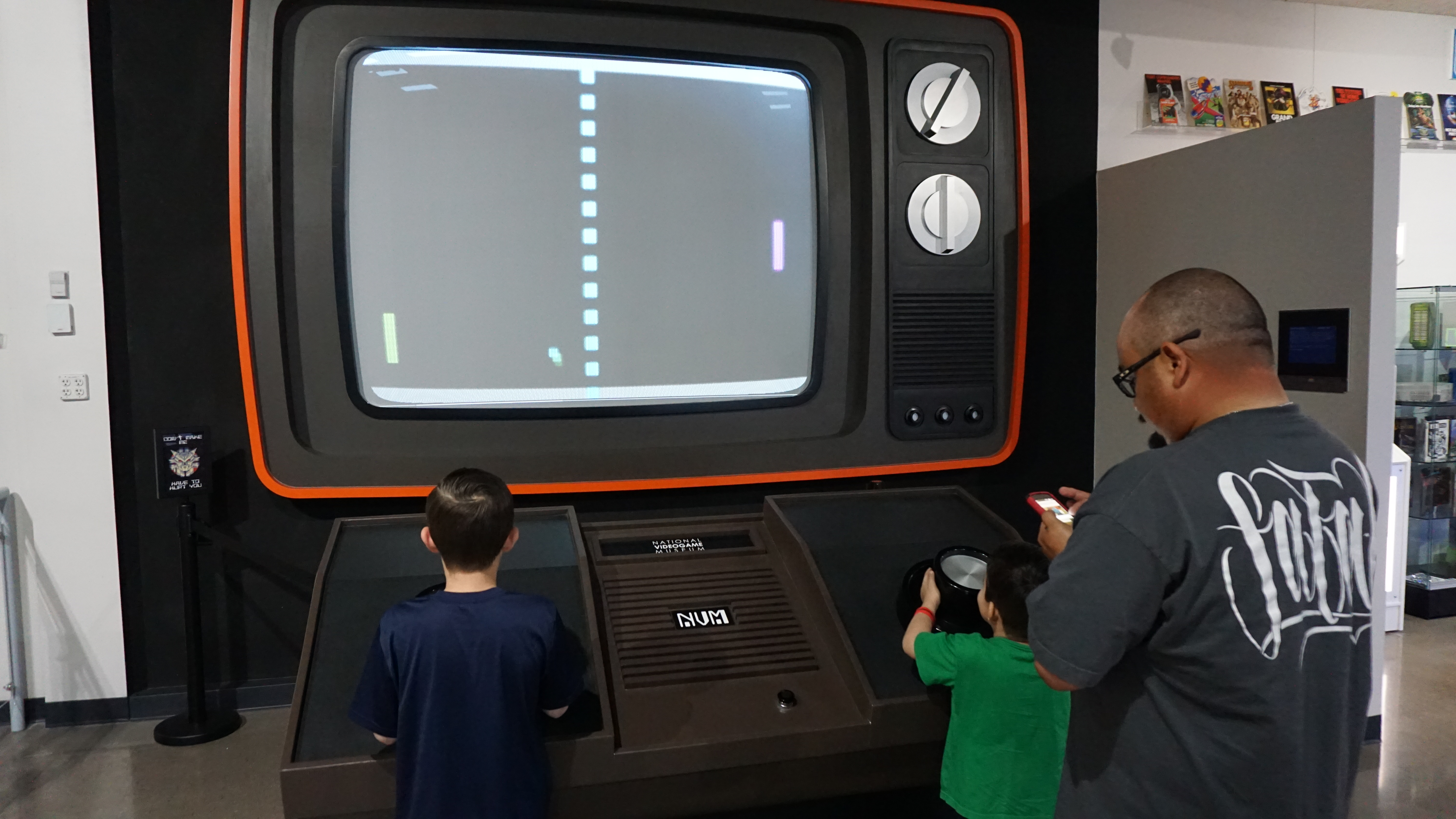
اشخاص يلعبون لعبة فيديو.

تحتوي هذه القائمة المصطلحات المستخدمة في ألعاب الفيديو وصناعة ألعاب الفيديو.

## 0–9
رسومات الحاسوب ثنائية الأبعاد
تقنية عرض الرسوم في منظور ثنائي الأبعاد.
100%
لجمع كل المقتنيات داخل اللعبة ، سواء المشار إليها داخل الألعاب كعداد نسبة مئوية أو يتم تحديدها من خلال إجماع مجتمع اللاعبين.
1v1
1 مقابل 1، يعني أن لاعبين يتصارعان ضد بعضهما البعض. يمكن أن تمتد إلى أي مجموعة مثل "2v2" وتعني فريقين يتقاتلان ضد بعضهما البعض.
2.5 دي graphics
 تقنية عرض الرسوم لكائنات ثلاثية الأبعاد موضوعة في مستوى حركة ثنائي الأبعاد.
رسومات حاسوبية ثلاثية الأبعاد
تقنية عرض الرسوم ثلاثية الأبعاد.
دقة عرض 4 كيلو بكسل
دعم دقة تصل إلى 3840 × 2160 بكسل (بعرض 4 كيلو بكسل تقريبًا).
4إكس
نوع من ألعاب الفيديو الإستراتيجية، اختصار لعبارة "الاستكشاف والتوسع والاستغلال والإبادة".
8-bit
جيل أجهزة ألعاب تستهدف معمارية الكمبيوتر 8 بت.
8K
دعم دقة تصل إلى 7680 × 4320 بكسل (بعرض 8 كيلو بكسل تقريبًا).
16-bit
أجهزة ألعاب تستهدف معمارية الكمبيوتر 16 بت.
32-bit
أجهزة ألعاب تستهدف معمارية الكمبيوتر 32 بت.
64-bit
أجهزة ألعاب تستهدف معمارية الكمبيوتر 64 بت.
360 no-scope
نوع من الحيل ، شائع جدًا في ألعاب إطلاق النار من منظور الشخص الأول وما شابه ذلك ، حيث يدور اللاعب 360 درجة كاملة ويسقط رصاصة (عادةً ببندقية قنص من نوع ما) دون التصويب ، مما يؤدي في النهاية إلى إلحاق أضرار جسيمة أو قتل الخصم في اللعبة. تلقي نهاية اللقطة.